# Fuzaryjna zgorzel podstawy źdźbła i korzeni zbóż
Fuzaryjna zgorzel podstawy źdźbła i korzeni zbóż – choroba zbóż wywołana przez różne gatunki z rodzaju Fusarium.

## Występowanie i szkodliwość
Jest to choroba z grupy fuzarioz. Wraz z fuzariozą kłosów zbóż nazywana bywa czasem fuzariozą zbóż. Od tego w jakiej fazie rozwoju zbóż zostają one zainfekowane, zależy forma choroby. Gdy patogeny dokonują infekcji ziarna lub siewek, następuje fuzaryjna zgorzel podstawy źdźbła i korzeni zbóż, gdy infekcja następuje później, w fazie kwitnienia, następuje fuzarioza kłosów.
Fuzaryjna zgorzel podstawy źdźbła i korzeni zbóż to częsta choroba występująca na plantacjach pszenicy, żyta, pszenżyta, jęczmienia i owsa. Najsilniej rozwija się na zbożach ozimych, słabiej na zbożach jarych, na owsie tylko sporadycznie. Zagrożenie chorobą jest różne w różnych regionach i w różnych latach, gdyż zależy od rodzaju gleby i czynników klimatycznych.
W samym tylko USA w ciągu ostatniej dekady fuzarioza zbóż spowodowała straty szacowane na kilka miliardów dolarów.

## Objawy
Zgorzel siewek
Jest to najwcześniej występująca forma choroby. Wyróżnia się zgorzel przedwschodową i powschodową. Jej objawami są poskręcane kiełki, które często zamierają jeszcze przed wydostaniem się na powierzchnię gleby. Te, które wydostaną się ponad ziemię, często mają białoróżowy nalot i również mogą obumierać. W miejscach porażonych przez chorobę na polu występują puste miejsca.
Zgorzel podstawy źdźbła
Rozwija się podczas kwitnienia zbóż i obejmuje górną część systemu korzeniowego oraz podstawę źdźbła, na której widoczna jest w postaci brunatnych przebarwień. Najczęściej mają one postać kreskowatych, brunatnych nekroz. Porażone korzenie brunatnieją i gniją, wskutek czego cała roślina początkowo jest osłabiona, potem obumiera. Tę postać choroby wywołuje najczęściej Fusarium culmorum.
Plamistość liści
Najczęściej jej objawy pojawiają się na liściach flagowych i podflagowych. Mają postać dużych, zazwyczaj elipsoidalnych, zgniłozielonych plam obejmujących całą szerokość liścia. Tkanki w obrębie plam są nabrzmiałe, wyglądają jak nasiąknięte wodą. W świetle aparatów szparkowych rozwijają się sporodochia patogenu.

## Epidemiologia
Grzybnia patogenów może przetrwać na ziarniakach i wraz z nimi dostać się do gleby podczas zasiewów. Patogeny mogą także w postaci grzybni lub chlamydospor przetrwać zimę na pozostawionych na polu resztkach pożniwnych zbóż. Wiosną na rozwijających się na nich sporodochiach obficie wytwarzają makrokonidia, które rozchlapywane przez krople deszczu zakażają rośliny. Grzybnia rozwijająca się na zakażonych pędach zbóż również wytwarza konidia, które dokonują infekcji wtórnych. Zakażenie różnych części rośliny następuje niezależnie od siebie.

## Ochrona
Skuteczne zapobiegnięcie i zwalczenie tej choroby możliwe jest tylko przy zintegrowanej ochronie obejmującej cały szereg działań:
- stosowanie kwalifikowanego materiału siewnego;
- zaprawianie nasion;
- niszczenie źródeł infekcji pierwotnej;
- stosowanie podorywki i głębokiej orki jesiennej;
- właściwe nawożenie poprzez stosowanie odpowiedniej ilości i proporcji między składnikami NPK nawozów, duża dawka nawozów azotowych przyśpiesza regenerację siewek porażonych przez pleśń śniegową;
- zaorywanie silnie porażonych plantacji[2].